# Heinz Huber (Theaterintendant)
Heinz Huber, auch Heinrich, (geboren 4. September 1884 in Belgrad, Königreich Serbien; gestorben 8. Januar 1957 in Kaiserslautern) war ein deutscher Theaterintendant.

## Leben
Heinz Huber war ein Sohn des Heinrich Huber und der Barbara Hughes. Er erhielt seine künstlerische Ausbildung am Mozarteum Salzburg und in Wien. Er hatte Engagements als Schauspieler 1907 in Steyr, 1908 in Znaim, 1910 in Sondershausen, 1911/12 in Teplitz-Schönau und am Luisen-Theater Berlin und am Walhalla-Theater in Berlin, während des Ersten Weltkriegs 1914/15 in Oldenburg i.O. und 1916/17 in Meiningen. Von 1920 bis 1922 war Huber Direktor, Oberspielleiter und Schauspieler in Mühlhausen (Thüringen) und wurde dann ab 1923 Leiter des Musiktheaters und ab 1927 alleiniger Intendant des Theaters Nordhausen. 1933 ging er in das französisch verwaltete Völkerbundsmandatsgebiet Saargebiet, wurde Intendant am Stadttheater Saarbrücken und blieb dies auch nach der Saarabstimmung 1935 und der Machtübernahme der Nationalsozialisten. Von 1938 bis Kriegsende 1945 war er Intendant des Oberschlesischen Landestheaters in Beuthen, Oberschlesien und trat mit seinen Schauspielern im Rahmen der Truppenbetreuung auch vor dem Personal des Konzentrationslagers Auschwitz auf.
Nach dem Zweiten Weltkrieg war er 1948 Theaterleiter in Wiesbaden und von 1949 bis 1951 Intendant am Pfalztheater Kaiserslautern.
Huber war mit Anna Maria Caspar verheiratet.